# Eidgenössische Volksinitiative «Für eine soziale Einheitskrankenkasse»
Die eidgenössische Volksinitiative «Für eine soziale Einheitskrankenkasse» vom 11. März 2007 hatte eine Änderung des Art. 117 Abs. 3 der Schweizerischen Bundesverfassung als Gegenstand. Die Initianten der Volksinitiative wollten den Bund verpflichten, eine Einheitskasse für die obligatorische Krankenpflegeversicherung einzurichten und die Prämien nach Einkommen und Vermögen der Versicherten festzulegen.
Der Volkssouverän entschied sich mit 71,2 % Nein-Stimmen sehr deutlich gegen die Idee einer sozialen Einheitskasse.

## Text der Volksinitiative
gestützt auf Artikel 139 Absatz 3 der Bundesverfassung,
nach Prüfung der am 9. Dezember 2004 eingereichten Volksinitiative «Für eine soziale Einheitskrankenkasse» nach Einsicht in die Botschaft des Bundesrates vom 9. Dezember 2005,

beschliesst:
Art. 1

1 Die Volksinitiative vom 9. Dezember 2004 «Für eine soziale Einheitskrankenkasse» ist gültig und wird Volk und Ständen zur Abstimmung unterbreitet.

2 Die Volksinitiative lautet:
I
Die Bundesverfassung wird wie folgt geändert:
Art. 117 Abs. 3 (neu)

3 Der Bund richtet eine Einheitskasse für die obligatorische Krankenpflegeversicherung
ein. Im Verwaltungsrat und im Aufsichtsrat sind die Behörden, die Leistungserbringer
und die Interessenvertretung der Versicherten mit jeweils gleich vielen
Personen vertreten.

Das Gesetz regelt die Finanzierung der Kasse. Es legt die Prämien nach der wirtschaftlichen
Leistungsfähigkeit der Versicherten fest.
II
Die Übergangsbestimmungen der Bundesverfassung werden wie folgt ergänzt:
Art. 197 Ziff. 8 (neu)
8. Übergangsbestimmung zu Art. 117 Abs. 3

(Obligatorische Krankenpflegeversicherung)

Die Einheitskasse nimmt ihre Arbeit spätestens drei Jahre nach Annahme von Artikel
117 Absatz 3 auf. Sie übernimmt die Aktiven und Passiven der bestehenden
Einrichtungen der obligatorischen Krankenpflegeversicherung.
Art. 2

### Abstimmungsempfehlungen
Die Angaben zur Lega im Abstimmungskampf sind nicht eindeutig: Einmal wird die Lega als Gegnerin der Initiative und einmal auch als Befürworterin gelistet.

#### Befürworter
Die SP, CSP, PdA, GPS und der SGB empfahlen die Initiative anzunehmen.

#### Gegner
Die bürgerlichen Parteien CVP, FDP, SVP, LPS, EVP, EDU, FPS, SD, sowie die Dachverbände Economiesuisse, SGV und SBV haben die Initiative zur Ablehnung empfohlen.